# Hiệp ước Shimoda

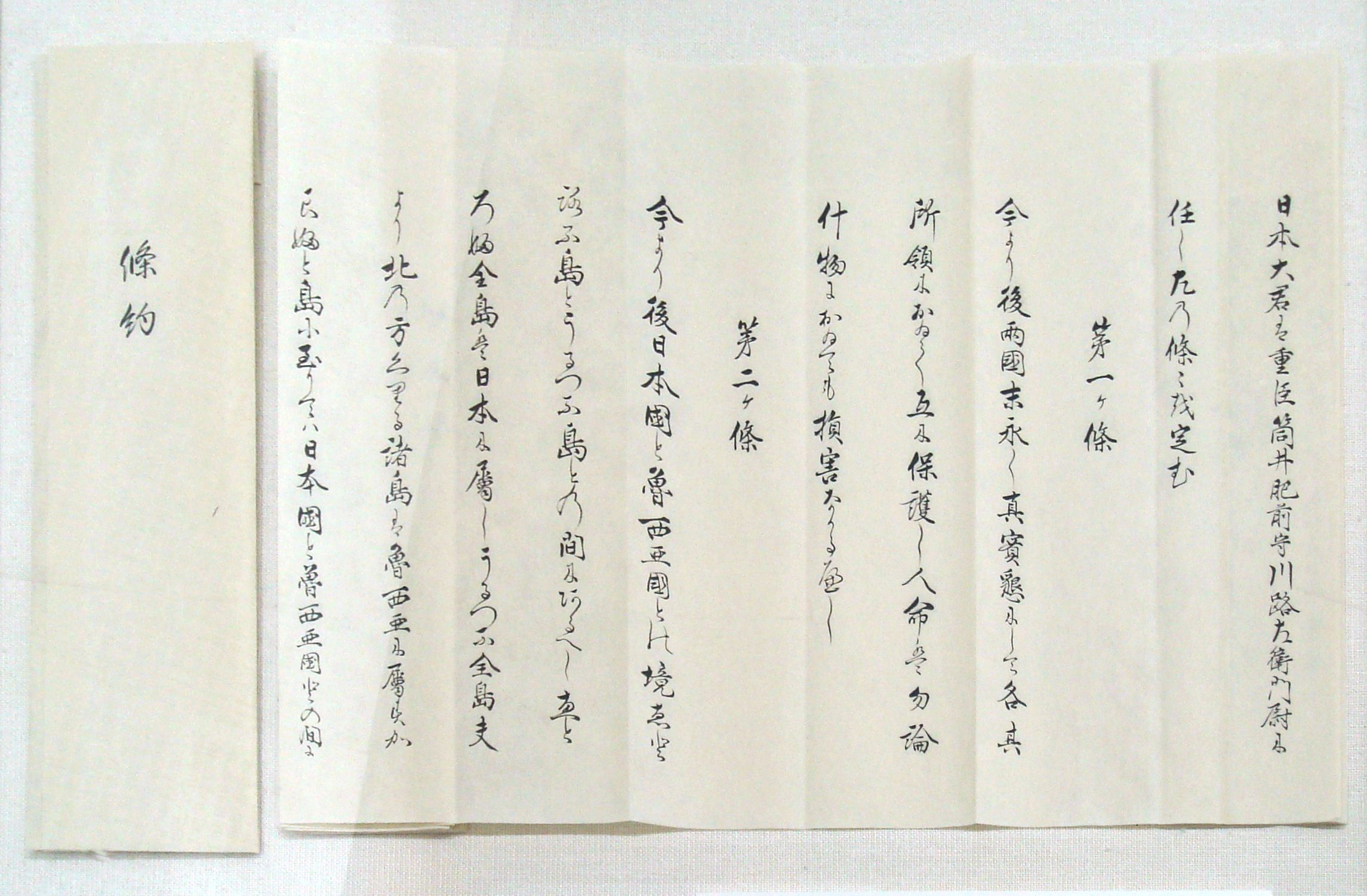
Văn bản Hiệp ước bằng tiếng Nhật

Hiệp ước Shimoda, tên chính thức ban đầu là Hiệp ước Hữu nghị và giao thông Nga - Nhật, sau gọi là Hiệp ước Hữu nghị Nga - Nhật là một hiệp ước giữa Đế quốc Nga và Nhật Bản, được ký tại Shimoda của Nhật Bản ngày 7 tháng 2 năm 1855. Đại diện phía Nga khi ký kết là Phó Đô đốc Yevfimy Vasilyevich Putyatin; đại diện phía Nhật là Kawaji Toshiakira. Đế quốc Nga lúc đó đang là thời Sa hoàng Nikolai I trị vì; còn Nhật Bản là thời Nhật hoàng Komei và Shogun Tokugawa Iesada.
Giới sử gia thường coi Hiệp ước này mở đầu quan hệ ngoại giao chính thức giữa Nga và Nhật Bản và lần đầu tiên vạch ra biên giới giữa Nga và Nhật Bản. Theo Hiệp ước, đường biên giới giữa hai nước sẽ nằm giữa đảo Iturup và đảo Urup. Mọi nơi ở phía bắc ranh giới (gồm cả đảo Urup) thuộc chủ quyền của Nga. Mọi nơi ở phía nam ranh giới (gồm cả đảo Iturup) thuộc về Nhật Bản. Sakhalin thuộc cả hai nước.